# Hani Al-Najli
Hani Al-Najli –en árabe, هاني النخلي– es un deportista saudita que compitió en atletismo adaptado. Ganó dos medallas en los Juegos Paralímpicos de Verano, plata en Londres 2012 y bronce en Río de Janeiro 2016.

## Palmarés internacional
| Juegos Paralímpicos | Juegos Paralímpicos     | Juegos Paralímpicos | Juegos Paralímpicos |
| Año                 | Lugar                   | Medalla             | Prueba              |
| ------------------- | ----------------------- | ------------------- | ------------------- |
| 2012                | Londres (Reino Unido)   | Medalla de plata    | Disco F32-34        |
| 2016                | Río de Janeiro (Brasil) | Medalla de bronce   | Peso F33            |